# Božidar Gagro
Božidar Gagro (Hodbina kod Mostara, 3. siječnja 1938. − Zagreb, 4. studenog 2009.) je bio hrvatski povjesničar umjetnosti, diplomat i prevoditelj.

## Životopis
Rodio se je 1938. u Hodbini kod Mostara. Diplomirao je na Filozofskom fakultetu u Zagrebu, gdje je i predavao na Katedri za novi vijek kao asistent profesora Grga Gamulina, a potom i kao nosilac kolegija Umjetnost 19. i 20. stoljeća. Autor je stotinjak stručnih radova, članaka, eseja i studija uglavnom s područja suvremene povijesti umjetnosti te teorije kulture i kulturnog razvitka. Pokrenuo je i prvih pet godina uređivao časopis Život umjetnosti. Njegovi prijevodi teorijskih djela s talijanskog i francuskog jezika, primjerice Francastelovih Studija iz sociologije umjetnosti, omogućili su i u nas nove pristupe i interpretacije likovnih djela.
Studije Periferna struktura: od Karasa do Exata i Slikarstvo Proljetnog salona 1916–1928. važne su kao prvi primjeri sinteze diskursa moderne u nas. Autor je i studija i izložbi o nezaobilaznim imenima moderne hrvatske likovne umjetnosti, kao što su monografija o Ivanu Meštroviću ili retrospektivne izložbe Dušana Džamonje i Ede Murtića. Gagro je i idejni začetnik antologijskih izložbi Kritička retrospektiva grupe Zemlja i Slikarstvo münchenskog kruga – Račić, Becić, Herman, kao i prve izložbe Secesije u Hrvatskoj. Takve tematske izložbe važan su prinos shvaćanju i interpretiranju hrvatske umjetnosti u europskom kontekstu. Bio je zaslužan i za postavljanje velikih izložbi poput Pisane riječi u Hrvatskoj ili Drevne kineske kulture, koje su značile pionirsku inicijativu velikih kulturoloških projekata. Neumoran u promicanju kulture i moderniziranju kulturnih ustanova, imao je i ideju o projektu velikog interdisciplinarnog muzejskog kompleksa koji bi uključivao Muzejski prostor, danas Galeriju Klovićevi dvori, i Muzej moderne umjetnosti.
Niz godina aktivan i u javnom djelovanju, Gagro je bio osnivač je i direktor Zavoda za kulturu SR Hrvatske potkraj sedamdesetih godina, ministar prosvjete i kulture SR Hrvatske, veleposlanik Jugoslavije u Francuskoj, a od 2001. veleposlanik Hrvatske u Francuskoj. Bio je i zamjenik ministra vanjskih poslova Republike Hrvatske, hrvatski veleposlanik pri Vijeću Europe u Strasbourgu, veleposlanik u Maroku, hrvatski predstavnik pri UNESCO-u, predstavnik Hrvatske u Stalnom vijeću frankofonije. 